# Discografia de Marillion
Aquesta és la discografia de la banda britànica Marillion. Comunament associada al gènere de rock progressiu, van emergir com a banda d'èxit en la seva segona onada, anomenada rock neo-progressiu. Han aconseguit més de 20 senzills a la llista del UK Top 40, incloent 4 que van arribar al Top 10. També han publicat 9 àlbums que han assolit el Top 10 a la llista UK Albums Chart. La seva discografia inclou dos àlbums certificats com a Platí per la British Phonographic Industry i cinc que han arribat a ser Disc d'Or, tots ells durant el seu pic més comercial als 1980s.

## Àlbums

### Àlbums d'estudi
| Any  | Títol                                                     | Posició a les llistes | Posició a les llistes | Posició a les llistes | Posició a les llistes | Posició a les llistes | Posició a les llistes | Posició a les llistes | Certificacions       |
| Any  | Títol                                                     | UK                    | GER                   | NLD                   | NOR                   | SWE                   | SWI                   | US                    | Certificacions       |
| ---- | --------------------------------------------------------- | --------------------- | --------------------- | --------------------- | --------------------- | --------------------- | --------------------- | --------------------- | -------------------- |
| 1983 | Script for a Jester's Tear                                | 7                     | —                     | —                     | —                     | 42                    | —                     | 175                   | UK: Platí            |
| 1984 | Fugazi                                                    | 5                     | 42                    | 29                    | —                     | 23                    | —                     | 209                   | UK: Or               |
| 1985 | Misplaced Childhood                                       | 1                     | 3                     | 6                     | 10                    | 15                    | 6                     | 47                    | UK: Platí GER: Platí |
| 1987 | Clutching at Straws                                       | 2                     | 3                     | 3                     | 4                     | 9                     | 3                     | 103                   | UK: Or GER: Or       |
| 1989 | Seasons End                                               | 7                     | 11                    | 20                    | 20                    | 28                    | 11                    | —                     | UK: Or               |
| 1991 | Holidays in Eden                                          | 7                     | 10                    | 7                     | —                     | 36                    | 17                    | —                     |                      |
| 1994 | Brave                                                     | 10                    | 17                    | 7                     | —                     | 25                    | 21                    | —                     |                      |
| 1995 | Afraid of Sunlight                                        | 16                    | 75                    | 8                     | —                     | 34                    | —                     | —                     |                      |
| 1997 | This Strange Engine                                       | 27                    | 48                    | 10                    | —                     | —                     | —                     | —                     |                      |
| 1998 | Radiation                                                 | 35                    | 46                    | 26                    | —                     | —                     | —                     | —                     |                      |
| 1999 | marillion.com                                             | 53                    | 55                    | 40                    | —                     | —                     | —                     | —                     |                      |
| 2001 | Anoraknophobia                                            | —                     | 42                    | 67                    | —                     | —                     | —                     | —                     |                      |
| 2004 | Marbles                                                   | —                     | 56                    | 42                    | —                     | —                     | —                     | —                     |                      |
| 2007 | Somewhere Else                                            | 24                    | 36                    | 18                    | —                     | —                     | 83                    | —                     |                      |
| 2008 | Happiness Is the Road Vol. 1 Happiness Is the Road Vol. 2 | —                     | —                     | 83 85                 | —                     | —                     | —                     | —                     |                      |
| 2009 | Less Is More                                              | 136                   | —                     | 72                    | —                     | —                     | —                     | —                     |                      |
| 2012 | Sounds That Can't Be Made                                 | 43                    | 29                    | 22                    | 37                    | 55                    | 58                    | —                     |                      |
| 2016 | Fuck Everyone and Run (F E A R)                           | 4                     | 10                    | 6                     | —                     | 17                    | 15                    | —                     |                      |
| 2019 | With Friends from the Orchestra                           | —                     | —                     | —                     | —                     | —                     | —                     | —                     |                      |

### Àlbums en directe
| Any  | Títol                        | UK | NLD | SWI | US | Certificació BPI | Notes                                                           |
| ---- | ---------------------------- | -- | --- | --- | -- | ---------------- | --------------------------------------------------------------- |
| 1984 | Real to Reel                 | 8  | —   | —   | —  | Or               |                                                                 |
| 1988 | The Thieving Magpie          | 25 | 46  | 18  | —  | Or               | Re-editat al 2009                                               |
| 1996 | Made Again                   | 37 | 35  | —   | —  | —                |                                                                 |
| 2002 | Anorak in the UK             | —  | —   | —   | —  | —                | 1 CD versió botiga; 2 CD versió disponible a la web de la banda |
| 2005 | Marbles Live                 | —  | —   | —   | —  | —                |                                                                 |
| 2009 | Recital of the Script        | —  | —   | —   | —  | —                | Banda sonora del VHS de 1983                                    |
| 2009 | Live from Loreley            | —  | —   | —   | —  | —                | Banda sonora del VHS de 1987                                    |
| 2013 | Early Stages: The Highlights | —  | —   | —   | —  | —                | Recopilació de la caixa del 2008                                |
| 2017 | Marbles in the Park          | —  | 89  | —   | —  | —                | Edició botiga pel segell earMUSIC del Racket 58                 |
| 2018 | Holidays in Eden Live        | —  | —   | —   | —  | —                | Edició limitada pel segell earMUSIC del Racket 43               |
| 2018 | Size Matters                 | —  | —   | —   | —  | —                | Edició limitada pel segell earMUSIC del Racket 34               |
| 2018 | Unplugged at The Walls       | —  | —   | —   | —  | —                | Edició limitada pel segell earMUSIC del Racket 10               |
| 2018 | Tumbling Down the Years      | —  | —   | —   | —  | —                | Edició limitada pel segell earMUSIC del Racket 33               |
| 2018 | Smoke                        | —  | —   | —   | —  | —                | Edició limitada pel segell earMUSIC del Racket 28               |
| 2018 | Mirrors                      | —  | —   | —   | —  | —                | Edició limitada pel segell earMUSIC del Racket 29               |
| 2018 | All One Tonight              | —  | 83  | —   | —  | —                | Edició limitada pel segell earMUSIC del Racket 62               |
| 2018 | Happiness is Cologne         | —  | —   | —   | —  | —                | Edició limitada pel segell earMUSIC del Racket 32               |
| 2018 | Popular Music                | —  | —   | —   | —  | —                | Edició limitada pel segell earMUSIC del Racket 25               |
| 2019 | Live in Glasgow              | —  | —   | —   | —  | —                | Edició limitada pel segell earMUSIC del Racket 3                |
| 2019 | Brave Live 2013              | —  | —   | —   | —  | —                | Edició limitada pel segell earMUSIC del Racket 51               |

La taula superior mostra els àlbums en directe que s'han editat per un segell important. Addicionalment, hi ha molts més àlbums en directe editats pel segell de la pròpia banda, Racket Records, que es llisten separadament en una secció més avall.

### Àlbums recopilatoris
| Any  | Títol                   | UK | GER | NLD | SWI | US | Certificació BPI |
| ---- | ----------------------- | -- | --- | --- | --- | -- | ---------------- |
| 1986 | Brief Encounter         | —  | —   | —   | —   | 67 | —                |
| 1988 | B'Sides Themselves      | 64 | —   | 52  | —   | —  | —                |
| 1992 | A Singles Collection    | 27 | 46  | 31  | 38  | —  | —                |
| 1997 | The Best of Both Worlds | —  | —   | 58  | —   | —  | —                |
| 2003 | The Best of Marillion   | —  | —   | —   | —   | —  | —                |
| 2014 | Best Sounds             | —  | —   | —   | —   | —  | —                |

La taula superior només mostra les recopilacions aprovades per la banda. Hi ha moltes altres recopilacions no oficials. Existeixen diverses recopilacions editades per altres segells de forma no oficial i que no compten amb l'aprovació de la banda sobre la llista de cançons, l'art, ...

## Caixes
| Any  | Títol                                       | UK | NLD | SWI | US | Certificació BPI | Notes                                     |
| ---- | ------------------------------------------- | -- | --- | --- | -- | ---------------- | ----------------------------------------- |
| 2000 | The Singles '82–'88                         | —  | —   | —   | —  | —                | Reeditat com a caixa amb 3 discos al 2009 |
| 2002 | Singles Box Volume 2 '89–'95                | —  | —   | —   | —  | —                | Reeditat com a caixa amb 4 discos al 2013 |
| 2008 | Early Stages – The Official Bootleg Box Set | —  | —   | —   | —  | —                | —                                         |
| 2010 | The Official Bootleg Box Set Volume 2       | —  | —   | —   | —  | —                | —                                         |

## Senzills
| Any  | Títol                              | Posició a les llistes | Posició a les llistes | Posició a les llistes | Posició a les llistes | Posició a les llistes | Posició a les llistes | Posició a les llistes | Àlbum                           |
| Any  | Títol                              | UK                    | GER                   | NLD                   | NOR                   | SWI                   | US                    | US Main. Rock         | Àlbum                           |
| ---- | ---------------------------------- | --------------------- | --------------------- | --------------------- | --------------------- | --------------------- | --------------------- | --------------------- | ------------------------------- |
| 1982 | "Market Square Heroes"             | 53                    | —                     | —                     | —                     | —                     | —                     | —                     | Senzill sense àlbum             |
| 1983 | "He Knows You Know"                | 35                    | —                     | —                     | —                     | —                     | —                     | 21                    | Script for a Jester's Tear      |
| 1983 | "Garden Party"                     | 16                    | —                     | —                     | —                     | —                     | —                     | —                     | Script for a Jester's Tear      |
| 1984 | "Punch and Judy"                   | 29                    | —                     | —                     | —                     | —                     | —                     | —                     | Fugazi                          |
| 1984 | "Assassing"                        | 22                    | —                     | —                     | —                     | —                     | —                     | —                     | Fugazi                          |
| 1985 | "Kayleigh"                         | 2                     | 7                     | 12                    | 8                     | 19                    | 74                    | 14                    | Misplaced Childhood             |
| 1985 | "Lavender"                         | 5                     | 39                    | —                     | —                     | —                     | —                     | —                     | Misplaced Childhood             |
| 1985 | "Heart of Lothian"                 | 29                    | 51                    | —                     | —                     | —                     | —                     | —                     | Misplaced Childhood             |
| 1986 | "Lady Nina"                        | —                     | —                     | —                     | —                     | —                     | —                     | 30                    | Brief Encounter                 |
| 1986 | "Welcome to the Garden Party"      | —                     | —                     | —                     | —                     | —                     | —                     | —                     | Senzill en directe sense àlbum  |
| 1987 | "Incommunicado"                    | 6                     | 22                    | 25                    | —                     | 23                    | —                     | 24                    | Clutching at Straws             |
| 1987 | "Sugar Mice"                       | 22                    | 59                    | 45                    | —                     | —                     | —                     | —                     | Clutching at Straws             |
| 1987 | "Warm Wet Circles"                 | 22                    | —                     | 67                    | —                     | —                     | —                     | —                     | Clutching at Straws             |
| 1988 | "Freaks (Live)"                    | 24                    | —                     | 84                    | —                     | —                     | —                     | —                     | The Thieving Magpie             |
| 1989 | "Hooks in You"                     | 30                    | 71                    | 58                    | —                     | —                     | —                     | 49                    | Seasons End                     |
| 1989 | "The Uninvited Guest"              | 53                    | —                     | 85                    | —                     | —                     | —                     | —                     | Seasons End                     |
| 1990 | "Easter"                           | 34                    | —                     | —                     | —                     | —                     | —                     | —                     | Seasons End                     |
| 1991 | "Cover My Eyes (Pain & Heaven)"    | 34                    | 73                    | 14                    | —                     | —                     | —                     | —                     | Holidays in Eden                |
| 1991 | "No One Can"                       | 33                    | —                     | —                     | —                     | —                     | —                     | —                     | Holidays in Eden                |
| 1991 | "Dry Land"                         | 34                    | —                     | —                     | —                     | —                     | —                     | —                     | Holidays in Eden                |
| 1992 | "Sympathy"                         | 17                    | —                     | 26                    | —                     | —                     | —                     | —                     | A Singles Collection            |
| 1993 | "No One Can" (re-issue)            | 26                    | —                     | —                     | —                     | —                     | —                     | —                     | A Singles Collection            |
| 1994 | "The Great Escape"                 | —                     | —                     | 38                    | —                     | —                     | —                     | —                     | Brave                           |
| 1994 | "The Hollow Man"                   | 30                    | —                     | —                     | —                     | —                     | —                     | —                     | Brave                           |
| 1994 | "Alone Again in the Lap of Luxury" | 53                    | —                     | —                     | —                     | —                     | —                     | —                     | Brave                           |
| 1995 | "Beautiful"                        | 29                    | —                     | 46                    | —                     | —                     | —                     | —                     | Afraid of Sunlight              |
| 1997 | "Man of a Thousand Faces"          | 98                    | —                     | —                     | —                     | —                     | —                     | —                     | This Strange Engine             |
| 1997 | "80 Days"                          | 161                   | —                     | —                     | —                     | —                     | —                     | —                     | This Strange Engine             |
| 1998 | "These Chains"                     | 78                    | —                     | —                     | —                     | —                     | —                     | —                     | Radiation                       |
| 2001 | "Between You and Me"               | —                     | —                     | —                     | —                     | —                     | —                     | —                     | Anoraknophobia                  |
| 2004 | "You're Gone"                      | 7                     | —                     | 8                     | —                     | —                     | —                     | —                     | Marbles                         |
| 2004 | "Don't Hurt Yourself"              | 16                    | —                     | 35                    | —                     | —                     | —                     | —                     | Marbles                         |
| 2004 | "The Damage (Live)"¹               | —²                    | —                     | —                     | —                     | —                     | —                     | —                     | Marbles Live                    |
| 2007 | "See It Like a Baby"¹              | 45                    | —                     | —                     | —                     | —                     | —                     | —                     | Somewhere Else                  |
| 2007 | "Thankyou Whoever You Are"         | 15                    | —                     | 6                     | —                     | —                     | —                     | —                     | Somewhere Else                  |
| 2008 | "Whatever Is Wrong with You"¹      | —                     | —                     | —                     | —                     | —                     | —                     | —                     | Happiness Is the Road           |
| 2013 | "Carol of the Bells"3              | 146                   | —                     | —                     | —                     | —                     | —                     | —                     | Senzill sense àlbum             |
| 2017 | "Living In F E A R"                | —                     | —                     | —                     | —                     | —                     | —                     | —                     | Fuck Everyone and Run (F E A R) |

¹ Els senzill "The Damage (Live)", "See It Like a Baby" i "Whatever Is Wrong with You" van ser publicats únicament per a descàrrega. Les versions físiques van ser produïdes únicament per a propòsits promocionals.
² "The Damage (Live)" va ser llençat abans que les descàrregues fossin computables per a la UK Singles Chart; malgrat això, va assolir el número 2 a la UK Official Download Chart.
3 El senzill single "Carol of the Bells" es va editar només com a descàrrega, sense versions físiques.

## Vídeos

### VHS
| Any  | Títol                                               | Notes |
| ---- | --------------------------------------------------- | --- |
| 1983 | Recital of the Script                               | Actuació en directe al Hammersmith Odeon, 1983                                                                   |
| 1984 | Grendel / The Web EP                                | Dues cançons addicionals del mateix concert de Recital of the Script                                             |
| 1986 | The Videos 1982–1986                                | Compilació de vídeos promocionals dels tres primers àlbums                                                       |
| 1987 | Incommunicado / Sugar Mice                          | Vídeos promocionals dels dos primers senzills del Clutching at Straws                                            |
| 1987 | Live from Loreley                                   | Actuació en directe de la gira del Clutching at Straws per Alemanya, 1987. reeditat al 1995 en un pack VHS / CD. |
| 1990 | From Stoke Row to Ipanema ('A Year in the Life...') | Documental sobre la creació del Seasons End, amb fragments d'una actuació en directe a Leicester, 1990           |
| 1992 | A Singles Collection                                | Compilació de vídeos promocionals dels senzills dels 6 primers àlbums                                            |
| 1995 | Brave                                               | Pel·lícula basada en l'àlbum Brave                                                                               |

### DVD / BD
| Any  | Títol                                               | Notes                                                                                          |
| ---- | --------------------------------------------------- | ---------------------------------------------------------------------------------------------- |
| 2002 | The EMI Singles Collection                          | Inclou Deserve com a Easter egg                                                                |
| 2003 | Recital of the Script                               | Inclou totes les cançons de l'edició original en VHS més Grendel / The Web EP                  |
| 2003 | From Stoke Row to Ipanema ('A Year in the Life...') | Inclou el documental original de l'edició en VHS i l'actuació complerta de Leicester, 1990     |
| 2004 | Live from Loreley                                   | Tal com es va editar en VHS                                                                    |
| 2004 | Brave                                               | Tal com es va editar en VHS                                                                    |
| 2004 | Marbles on the Road                                 | Edició pel segell Intact del Racket 96 com a senzill DVD                                       |
| 2013 | Somewhere in London                                 | Edició pel segell Madfish del Racket 100 com a doble senzill DVD i senzill DVD amb un CD doble |
| 2017 | Marbles in the Park                                 | Edició per al segell earMUSIC del concert del Dissabte del Racket 112 com a DVD i BD           |
| 2018 | All One Tonight                                     | Edició per al segell earMUSIC del Racket 113 com a doble DVD i doble BD                        |

Les taules superiors només mostren els vídeos editats per segells importants. Addicionalment, hi ha molts més vídeos editats pel segell de la pròpia banda, Racket Records, que es detallen més avall.

## Racket Records
Racket Records és el segell propis de Marillion – només es poden trobar directament des de la botiga online de Marillion. Moltes de les primeres edicions estan descatalogades, però es pot trobar l'audio per a descàrrega.

### Audio
| Any  | # Catàleg  | Títol                                           | Notes |
| ---- | ---------- | ----------------------------------------------- | --- |
| 1992 | Racket 1   | Live at the Borderline                          | Concert a Londres, al 1992, per a una convenció del club de fans. Reeditat al 1997. Darrera reedició dins del Front Row Club (FRC-004)                                             |
| 1992 | Racket 2   | Live in Caracas                                 | Actuació en directe a Sud-amèrica, 1992. Reeditat al 1997. |
| 1993 | Racket 3   | Live in Glasgow                                 | Actuació en directe a escòcia, 1989. Reeditat al 1997. Darrera reedició dins del Front Row Club (FRC-005)                                                                          |
| 1995 | Racket 6   | The Making of Brave (2 CD)                      | The Making of Brave, reeditat al 2001 dins la sèrie From Dusk 'til Dot. |
| 1998 | Racket 7   | Tales from the Engine Room                      | Remescles d'extractes de pistes del This Strange Engine per The Positive Light, posat a la venda amb una cançó extra                                                               |
| 1998 | Racket 8   | Rochester (2 CD)                                | Actuació en directe als estats Units, al 1997, regalat a qui va contribuir a la "Tour Fund"                                                                                        |
| 1998 | Racket 9   | Piston Broke (2 CD)                             | Actuacions en directe de la gira del This Strange Engine per Europa al 1997 |
| 1999 | Racket 10  | Unplugged at The Walls (2 CD)                   | Concert acústic a Oswestry, 1998 |
| 1999 | Racket 11  | Zodiac                                          | Concert a la convenció del club de fans The Web a Oxford, 1999 |
| 2000 | Racket 12  | marillion.co.uk                                 | Disc gratuït d'acompanyament al marillion.com, reeditat amb cançons diferents al 2002 (Racket 12A) i al 2005 (Racket 12B)                                                          |
| 2001 | Racket 15  | Crash Course – An Introduction to Marillion     | Disc gratuït de mostra, reeditat amb cançons diferents al 2002 (Racket 15A), 2004 (15B), 2006 (15C), 2007 (15D), 2008 (15E), 2009 (15F), 2012 (15G) i 2017 (15H)                   |
| 2001 | Racket 17  | ReFracted! (2 CD)                               | From Dusk 'til Dot volum 1 – The Making of Afraid of Sunlight |
| 2001 | Racket 18  | Another DAT at the Office (2 CD)                | From Dusk 'til Dot volum 2 – The Making of This Strange Engine |
| 2002 | Racket 19  | Fallout (2 CD)                                  | From Dusk 'til Dot volum 3 – The Making of Radiation |
| 2002 | Racket 20  | Caught in the Net (2 CD)                        | From Dusk 'til Dot volum 4 – The Making of marillion.com |
| 2002 | Racket 22  | Brave Live 2002                                 | Concert del Divendres nit al Marillion Weekend 2002 – interpretació sencera del Brave                                                                                              |
| 2003 | Racket 23  | View from the Balcony                           | Mostra del Front Row Club, reeditat amb cançons diferents al 2005 (Racket 23A) |
| 2004 | Racket 24  | Remixomatosis (2 CD)                            | Remescles fetes pels fans d'algunes cançons de l'Anoraknophobia |
| 2005 | Racket 25  | Popular Music (2 CD)                            | Concert del Dissabte nit del Marillion Weekend 2003 – llista de cançons votades pels fans                                                                                          |
| 2005 | Racket 26  | Marbles by the Sea (2 CD)                       | Concert del Divendres nit del Marillion Weekend 2005 – interpretació sencera del Marbles                                                                                           |
| 2006 | Racket 27  | Unzipped (2 CD)                                 | The Making of Anoraknophobia |
| 2006 | Racket 28  | Smoke                                           | Concert del Dissabte nit del Marillion Weekend 2005 – cançons animades |
| 2006 | Racket 29  | Mirrors (2 CD)                                  | Concert del Diumenge nit del Marillion Weekend 2005 – cançons tranquil·les |
| 2007 | Racket 30  | Friends                                         | Concert del Dissabte nit del Weekend 2007 – versions i rareses |
| 2007 | Racket 31  | Family (2 CD)                                   | Concert del Diumenge nit del Marillion Weekend 2007 – cançons 'clàssiques' |
| 2009 | Racket 32  | Happiness is Cologne (2 CD)                     | Concert de la gira del Happiness is the Road per Alemanya, 2008 |
| 2010 | Racket 33  | Tumbling Down the Years (2 CD)                  | Concert del Dissabte nit del Marillion Weekend 2009 d'Holanda – cançó per any en ordre cronològic                                                                                  |
| 2010 | Racket 34  | Size Matters (2 CD)                             | Concert del Diumenge nit del Marillion Weekend 2009 d'Holanda – cançons 'èpiques' llargues                                                                                         |
| 2010 | Racket 35  | Keep the Noise Down                             | Mostra de la gira acústica del Less Is More |
| 2010 | Racket 36  | Live in Montréal – Saturday (2 CD)              | Concert del Dissabte nit del Marillion Weekend 2009 a Canadà – cançó per any en ordre cronològic                                                                                   |
| 2010 | Racket 37  | Live in Montréal – Sunday (2 CD)                | Concert del Diumenge nit del Marillion Weekend 2009 a Canadà – cançons 'èpiques' llargues                                                                                          |
| 2010 | Racket 38  | Live from Cadogan Hall (2 CD)                   | Actuació en directe de la gira acústica del Less Is More a Londres, 2009 |
| 2011 | Racket 39  | Afraid of Sunlight Live 2003                    | Concert del Divendres nit del Marillion Weekend 2003 – interpretació sencera de l'Afraid of Sunlight                                                                               |
| 2011 | Racket 40  | This Strange Engine Live 2007                   | Concert del Divendres nit del Weekend 2007 – interpretació sencera del This Strange Engine                                                                                         |
| 2011 | Racket 41  | Live in Montréal – Friday (2 CD)                | Concert del Divendres nit del Marillion Weekend 2009 a Canadà – interpretació sencera del Seasons End                                                                              |
| 2011 | Racket 42  | Seasons End Live 2009 (2 CD)                    | Concert del Divendres nit del Marillion Weekend 2009 d'Holanda – interpretació sencera del Seasons End                                                                             |
| 2011 | Racket 43  | Holidays in Eden Live 2011 (2 CD)               | Concert del Divendres nit del Marillion Weekend 2011 d'Holanda – interpretació sencera del Holidays in Eden                                                                        |
| 2011 | Racket 44  | Best. Live (2 CD)                               | Recopilació de cançons en directe de publicacions anteriors del Racket |
| 2012 | Racket 45  | A-Z (3 CD)                                      | Concert del Dissabte nit del Marillion Weekend 2011 d'Holanda – llista de cançons en ordre alfabètic, una cançó per lletra                                                         |
| 2012 | Racket 47  | The Glow Must Go On (2 CD)                      | Concert del Diumenge nit del Marillion Weekend 2011 d'Holanda – llista de cançons votada pels fans amb varetes fluorescents                                                        |
| 2013 | Racket 48  | Best of Montréal (2 CD)                         | Moments àlgids del Marillion Weekend 2011 a Canadà |
| 2013 | Racket 50  | Best of Leamington (2 CD)                       | Moments àlgids del Marillion Weekend 2011 al Regne Unit |
| 2013 | Racket 51  | Brave Live 2013 (2 CD)                          | Concert del Dissabte nit del Marillion Weekend 2013 d'Holanda – interpretació sencera del Brave                                                                                    |
| 2014 | Racket 52  | A Sunday Night Above the Rain – Holland (2 CD)  | Concert del Diumenge nit del Marillion Weekend 2013 d'Holanda – interpretació sencera del Sounds That Can't Be Made                                                                |
| 2014 | Racket 53  | A Sunday Night Above the Rain – Montréal (2 CD) | Concert del Diumenge nit del Marillion Weekend 2013 a Canadà – interpretació sencera del Sounds That Can't Be Made                                                                 |
| 2014 | Racket 54  | Unsound                                         | Demos de quan es va fer el Sounds That Can't Be Made. No editat en CD; només disponible com a descàrrega o com a pistes extres d'audio al Blu-ray de A Sunday Night Above the Rain |
| 2014 | Racket 55  | A Collection of Recycled Gifts                  | Recopilació de nadales anteriorment publicades als CDs de Nadal dels clubs de fans                                                                                                 |
| 2015 | Racket 56  | Glass Half Full (3 CD)                          | The Making of Marbles |
| 2016 | Racket 57  | Waves and Numb3rs (2 CD)                        | Concert del Divendres nit del Marillion Weekend 2015 d'Holanda – interpretació sencera de l'Anoraknophobia                                                                         |
| 2016 | Racket 58  | Marbles in the Park (2 CD)                      | Concert del Dissabte nit del Marillion Weekend 2015 d'Holanda – interpretació sencera del Marbles                                                                                  |
| 2016 | Racket 59  | Singles Night (2 CD)                            | Concert del Diumenge nit del Marillion Weekend 2015 d'Holanda – llista de cançons editades com a senzills                                                                          |
| 2017 | Racket 60  | Live in Chile (2 CD)                            | Actuació en directe al Teatro Caupolican, Santiago de Xile, el 7 de Maig de 2016                                                                                                   |
| 2017 | Racket 61  | The Gold - Best of Convention 2017              | Punts àlgids dels Marillion Weekends del 2017 (Xile, Regne Unit, Polònia i Holanda)                                                                                                |
| 2018 | Racket 62¹ | All One Tonight (2 CD)                          | actuació en directe al Royal Albert Hall, Londres, el 13 d'Octubre de 2017 |
| 2019 | Racket 62¹ | marillion.cl/viernes.noche (2 CD)               | Concert del Divendres nit del Marillion Weekend 2017 de Xile |
| 2019 | Racket 63  | marillion.cl/en.el.marquee                      | Concert del Dissabte nit del Marillion Weekend 2017 de Xile - interpretació de cançons del Clutching at Straws                                                                     |
| 2019 | Racket 64  | marillion.cl/dotcom (2 CD)                      | Concert del Diumenge nit del Marillion Weekend 2017 de Xile - interpretació sencera del marillion.com                                                                              |
| 2019 | Racket 65  | Satellite Navigation (3 CD)                     | The Making of Happiness is the Road |
| 2019 | Racket 66  | Mr Taurus (2 CD)                                | The Making of Somewhere Else |

¹La referència Racket 62 es va utilitzar per error en dues ocasions.
Racket també ha editat altres artistes a part de Marillion (habitualment projectes dels membres del grup en solitari), que no estan llistats a la taula superior:
- Racket 4 – Under the Red and White Sky de John Wesley (1994)
- Racket 5 – River de Michael Hunter (1995)
- Racket 13 – Dry Land de How We Live (2000)
- Racket 14 – Carnival of Souls de The Wishing Tree (2001)
- Racket 16 – Postmankind de Ian Mosley & Ben Castle (2001)
- Racket 21 – AWOL – recopilació de mostra de projectes dels diferents membres de Marillion en solitari (2002)
- Racket 46 – Playing Away – recopilació de mostra dels projectes en solitari dels membres de Marillion (2012)
- Racket 49 – River de Michael Hunter (reedició) (2013)

### Vídeo
| Any  | # Catàleg        | Títol                                        | Notes |
| ---- | ---------------- | -------------------------------------------- | --- |
| 2000 | Racket 91P/N/D   | Shot in the Dark (VHS / DVD)                 | Concert de la convenció de club de fans The Web a Oxford, 1999                                                                  |
| 2002 | Racket 92D       | A Piss-Up in a Brewery (DVD)                 | Webcast de l'actuació en directe al Bass Museum, 2000. Reeditat al 2010                                                         |
| 2002 | Racket 93D       | Brave Live 2002 (DVD)                        | Concert del Divendres nit del Marillion Weekend 2002 – interpretació en directe del Brave                                       |
| 2003 | Racket 94D       | Before First Light (DVD)                     | Concert en directe del Divendres nit del Marillion Weekend 2003 – interpretació en directe de l'Afraid of Sunlight              |
| 2003 | Racket 95D       | Christmas in the Chapel (DVD)                | Actuació en directe a Londres, 2002                                                                                             |
| 2004 | Racket 96P/N     | Marbles on the Road (2 DVD)                  | Actuació en directe de la gira del Marbles a Londres, 2004 – també editat en un únic disc                                       |
| 2005 | Racket 97P/N     | Wish You Were Here (4 DVD)                   | Actuacions en directe dels dos primers Marillion Weekends al 2002 i 2003                                                        |
| 2006 | Racket 98P/N     | Colours and Sound (DVD)                      | Documental de la gira del Marbles                                                                                               |
| 2007 | Racket 99        | Bootleg Butlins (DVD)                        | Concerts de les nits del Dissabte i Diumenge del Marillion Weekend 2005                                                         |
| 2007 | Racket 100P/N    | Somewhere in London (2 DVD)                  | Actuació en directe de la gira del Somewhere Else a Londres, 2007 – també editat per a botigues                                 |
| 2008 | Racket 101N      | This Strange Convention (2 DVD)              | Concerts de les nits del Divendres, Dissabte i Diumenge del Marillion Weekend 2007                                              |
| 2010 | Racket 102N/BD   | Out of Season (3 DVD / 3 BD)                 | Concerts de les nits del Divendres, Dissabte i Diumenge del Marillion Weekend 2009 d'Holanda                                    |
| 2010 | Racket 103N/BD   | Live from Cadogan Hall (2 DVD / BD)          | Actuació en directe de la gira acústica del Less Is More a Londres, 2009                                                        |
| 2010 | Racket 39N ¹     | M-Tube (DVD)                                 | Mostra de diferents DVD en directe editats pel Racket                                                                           |
| 2011 | Racket 104N      | Live in Montréal (3 DVD)                     | Concerts de les nits del Divendres, Dissabte i Diumenge del Marillion Weekend 2009 a Canadà                                     |
| 2012 | Racket 105P/N/BD | Holidays in Zélande (5 DVD / 3 BD)           | Concerts de les nits del Divendres, Dissabte i Diumenge del Marillion Weekend 2011 d'Holanda                                    |
| 2012 | Racket 106N ²    | A Better Way of Live (DVD)                   | Mostra de diferents DVD en directe editats pel Racket                                                                           |
| 2013 | Racket 106N ²    | Clocks Already Ticking (2 DVD + 3 CD)        | Concert del Divendres nit del Marillion Weekend 2013 al regne Unit – interpretació sencera del Radiation, incloent DVDs i CDs   |
| 2013 | Racket 107N      | Brave Live 2002 (DVD + CD)                   | Reedició del concert del Divendres nit del Marillion Weekend 2002, incloent DVD i CD                                            |
| 2013 | Racket 108P/N/BD | Brave Live 2013 (2 DVD / BD)                 | Concert del Dissabte nit del Marillion Weekend 2013 d'Holanda – interpretació sencera del Brave                                 |
| 2014 | Racket 109N/BD   | A Sunday Night Above the Rain (4 DVD / 3 BD) | Concerts del Diumenge nit dels Marillion Weekend 2013 a Holanda i Canadà – interpretació completa del Sounds That Can't Be Made |
| 2015 | Racket 110BD     | Breaking Records (2 BD)                      | Edició en Blu-ray de Before First Light i Clocks Already Ticking                                                                |
| 2015 | Racket 111N/BD   | Unconventional (DVD / BD)                    | Documental sobre el Marillion Weekend 2015 d'Holanda                                                                            |
| 2016 | Racket 112N/BD   | Out of the Box (3 DVD / 3 BD)                | Concerts de les nits del Divendres, Dissabte i Diumenge del Marillion Weekend 2015 d'Holanda                                    |
| 2018 | Racket 113N/BD   | All One Tonight (2 DVD / 2 BD)               | Actuació en directe al Royal Albert Hall, Londres, el 13 d'Octubre de 2017                                                      |
| 2019 | Racket 114N/BD   | marillion.cl (3 DVD / 2 BD)                  | Concerts de les nits del Divendres, Dissabte i Diumenge del Marillion Weekend 2017 de Xile                                      |

¹ Racket 39, que es troba també en CD, va ser utilitzat per al DVD M-Tube DVD i el seu CD.
² Racket 106 es va utilitzar per error en dues ocasions.
La lletra del sufix del número de catàleg indica el format de vídeo:
- N: NTSC DVD
- P: PAL DVD
- D: NTSC DVD
- BD: Blu-ray Disc

Racket 91 es va editar com a VHS en format PAL i NTSC – els sufixos P i N indiquen aquestes dues versions.
Racket 99 no té sufix, i es va editar únicament en NTSC.

## Discos de Nadal dels Clubs de Fans
Hi ha una sèrie de discos molt limitats disponibles gratuïtament per als membres dels clubs de fans. Del 1998 al 2008 es van editar CDs; i des del 2009 es fan DVDs. Tots els títols estan descatalogats, però es poden trobar com a descàrrega únicament quan et fas soci o renoves com a membre d'un club de fans. Molts contenen un missatge nadalenc de la banda, una nadala, i altres cançons.

### Audio
| Any  | # Catàleg | Títol                                      | Notes |
| ---- | --------- | ------------------------------------------ | --- |
| 1998 | WEBFREE1  | Happy Christmas Everybody                  | The Christmas Song; 3 extractes del marillion.com; 4 mescles instrumentals per a karaoke.                                                                 |
| 1999 | WEBFREE2  | Marillion.Christmas                        | Gabriel's Message; 1 senzill; 2 versions primerenques; 1 remescla; 3 acústiques; Beautiful (amb un cor de nens).                                          |
| 2000 | WEBFREE3  | A Piss-up in a Brewery                     | Actuació acústica al Bass Brewery. Reeditat més tard dins del Front Row Club (FRC-011).                                                                   |
| 2001 | WEBFREE4  | A Very Barry Christmas                     | I Saw Three Ships; 5 acústiques; 2 remescles; 1 instrumental.                                                                                             |
| 2002 | WEBFREE5  | Santa and his Elvis                        | Lonely This Christmas; Fruit Of The Wild Rose/Cannibal Surf Babe (Live Medley); 5 sessions de radio en directe.                                           |
| 2003 | WEBFREE6  | Say Cheese!                                | Stop The Cavalry; 1 Demo; 3 temes en directe (incloent una primerenca 'Neverland'); Stille Nacht; 12 Days of Xmas.                                        |
| 2004 | WEBFREE7  | Baubles                                    | 9 remescles fetes per fans de l'Anoraknophobia no utilitzades al Remixomatosis.                                                                           |
| 2005 | WEBFREE8  | Merry XMas to our Flock                    | The Erin Marbles; 14 temes de l'actuació de Los Trios Marillos' a una sessió de la XM Satellite Radio, 22/06/2005.                                        |
| 2006 | WEBFREE9  | The Jingle Book                            | That's What Friends Are For; 11 temes del festival Wianki Festival, Kraków, Polònia, 24/06/2006.                                                          |
| 2007 | WEBFREE10 | Somewhere Elf                              | Let It Snow; 8 temes de l'actuació de preparació de la gira del Somewhere Else al Racket Club, 01/04/2007.                                                |
| 2008 | WEBFREE11 | Pudding on the Ritz                        | Little St. Nick; 5 improvisacions; explicació de "A Child's Christmas in Wales" de Dylan Thomas.                                                          |
| 2014 | WEBFREE17 | Chile for the Time of Year (2 CD)          | Actuació en directe al Teatro Caupolican el 16 de Maig de 2014 durant la darrera nit del 'Best Sounds' de la gira a l'Amèrica llatina a Santiago de Xile. |
| 2015 | WEBFREE18 | A Monstrously Festive(al) Christmas (2 CD) | Actuació en directe al festival Ramblin' Man a Maidstone, Kent, el 26 de Juliol de 2015.                                                                  |

### Vídeo
| Any  | # Catàleg | Títol                              | Notes |
| ---- | --------- | ---------------------------------- | --- |
| 2009 | WEBFREE12 | Snow De Cologne                    | Actuació completa a Ewerk, Colònia, 26/11/2008. |
| 2010 | WEBFREE13 | Ding, Dong Loreley On High...      | Actuació al festival 'Night of the Prog', Alemanya, 04/09/2010. |
| 2011 | WEBFREE14 | Live at German Space Day 2004      | Gravat a l'aeroport de Colònia-Bonn, 18/09/2004. NOTA: Algun (o tots) aquest DVDs tenen imprès el número de catàleg WEBFREE13. Es tracta d'un error, ja que WEBFREE13 s'ha utilitzat per al Ding, Dong Loreley On High. |
| 2012 | WEBFREE15 | Sleighed Again                     | HMV Forum, Londres, 16/09/2012 (4 cançons); Elysee Montmartre, París, 13/12/2007 (1 cançó). |
| 2013 | WEBFREE16 | Proggin' around the Christmas Tree | Cançons nadalenques incloent el vídeo 'The Carol of the Bells', com a senzill benèfic. |
| 2016 | WEBFREE19 | Festivities, Elation and Rejoicing | Gravació de l'audio del concert de preparació a Leamington Spa |
| 2017 | WEBFREE20 | Christmas at the Club              | Concert provat al Racket Club: interpretació del F E A R per a un públic especial convidat. |

## Front Row Club
El Front Row Club va ser un servei de subscripció de CDs de gravacions de concerts, originalment fetes per la banda com a referència. Els membres del club pagaven una subscripció (inicialment per a 6 discos, però es va reduir a 4), i a mesura que s'anaven editant diferents concerts s'anaven enviant als membres. Ocasionalment també es van editar concerts opcionals, que només 'enviaven a qui ho sol·licitava. L'únic llençament del FRC que va estar disponible per a no subscriptors va ser la caixa Curtain Call, que incloïa material d'abans de la incorporació de l'Steve Hogarth a la banda, i que es va oferir tant a la web de Marillion com a la de Fish.
Després de l'edició del FRC-040 al Gener de 2008, el FRC va canviar de distribucuó passant al format de només descàrrega. Després de tres llençaments, coincidint amb el FRC-043, el FRC va tancar. (Començant amb la gira del Happiness On The Road, Marillion va començar a posar per a descàrrega digital la majoria de concerts en directe a partir de gravacions fetes des de la taula de so, pel que era redundant amb el que oferia el FRC).
Es van editar un número limitat de copies de cada FRC (no més de 3,000) i no s'han reeditat un cop s'han esgotat. Molts dels FRC estan descatalogats, però es poden trobar com a descàrrega digital a la web de la banda.
| Any  | # Catàleg | Gravat     | Lloc                          | Ciutat            | País       | Notes                                                          |
| ---- | --------- | ---------- | ----------------------------- | ----------------- | ---------- | -------------------------------------------------------------- |
| 2002 | FRC-001   | 1998-11-09 | Ludwigshalle                  | Dieburg           | Alemanya   |                                                                |
| 2002 | FRC-002   | 1999-11-18 | Academy                       | Manchester        | Anglaterra |                                                                |
| 2002 | FRC-003   | 1995-06-23 | Luxor                         | Arnhem            | Holanda    | Acompanyat d'una samarreta gratuïta exclusiva del FRC          |
| 2002 | FRC-004   | 1992-05-09 | The Borderline                | London            | Anglaterra | Opcional - reedició del Racket 1                               |
| 2002 | FRC-005   | 1989-12-04 | Barrowlands                   | Glasgow           | Escòcia    | Opcional - reedició del Racket 3                               |
| 2002 | FRC-006   | N/A        | N/A                           | N/A               | N/A        | Opcional - River, de Michael Hunter                            |
| 2002 | FRC-007   | 1991-10-19 | Salle de Fetes Beaulieu       | Lausanne          | Suïssa     |                                                                |
| 2002 | FRC-008   | 1997-09-06 | Le Spectrum                   | Montréal          | Canadà     |                                                                |
| 2002 | FRC-009   | 1996-04-28 | Forum                         | London            | Anglaterra |                                                                |
| 2003 | FRC-010   | 1990-12-12 | Moles Club                    | Bath              | Anglaterra |                                                                |
| 2003 | FRC-011   | 2000-11-17 | Bass Brewery Museum           | Burton-On-Trent   | Anglaterra | Opcional - reedició del WEBFREE3                               |
| 2003 | FRC-012   | 2000-12-12 | Sala Bikini                   | Barcelona         | Catalunya  |                                                                |
| 2003 | FRC-013   | 1995-09-29 | Ahoy                          | Rotterdam         | Holanda    |                                                                |
| 2003 | FRC-014   | 1990-02-22 | The Ritz                      | Roseville, MI     | EUA        |                                                                |
| 2004 | FRC-015A  | 1983-10-01 | Rundsporthalle                | Baunatal          | Alemanya   | Opcional - Caixa Curtain Call box amb concerts de l'època Fish |
| 2004 | FRC-015B  | 1986-02-03 | Hammersmith Odeon             | London            | Anglaterra | Opcional - Caixa Curtain Call box amb concerts de l'època Fish |
| 2004 | FRC-015C  | 1988-01-26 | Palatrussardi                 | Milan             | Itàlia     | Opcional - Caixa Curtain Call box amb concerts de l'època Fish |
| 2003 | FRC-016   | 1998-01-10 | Ateneu Popular de Nou Barris  | Barcelona         | Catalunya  |                                                                |
| 2003 | FRC-017   | 2001-10-13 | 013                           | Tilburg           | Holanda    |                                                                |
| 2004 | FRC-018   | 1992-09-02 | E-Werk                        | Köln              | Alemanya   |                                                                |
| 2004 | FRC-019   | 1998-11-04 | Civic                         | Wolverhampton     | Anglaterra |                                                                |
| 2004 | FRC-020   | 1994-05-27 | Pumpehuset                    | Copenhagen        | Dinamarca  | gravat el 27 i 28 de Maig                                      |
| 2004 | FRC-021   | 2001-02-28 | Dingwalls                     | London            | Anglaterra |                                                                |
| 2004 | FRC-022   | 1997-05-29 | Tivoli                        | Utrecht           | Holanda    |                                                                |
| 2004 | FRC-023   | 2004-04-30 | Civic Centre                  | Aylesbury         | Anglaterra |                                                                |
| 2005 | FRC-024   | 1998-11-18 | Elysée Montmartre             | Paris             | França     |                                                                |
| 2005 | FRC-025   | 1999-12-04 | Capitol                       | Mannheim          | Alemanya   |                                                                |
| 2005 | FRC-026   | 1999-07-25 | Zodiac                        | Oxford            | Anglaterra |                                                                |
| 2005 | FRC-027   | 1995-09-17 | Corn Exchange                 | Cambridge         | Anglaterra |                                                                |
| 2005 | FRC-028   | 1992-10-05 | Olympia                       | São Paulo         | Brasil     |                                                                |
| 2005 | FRC-029   | 2004-10-08 | Theater of the Living Arts    | Philadelphia, PA  | EUA        |                                                                |
| 2005 | FRC-030   | 1994-03-20 | PC69                          | Bielefeld         | Alemanya   |                                                                |
| 2006 | FRC-031   | 1997-09-20 | The Rave                      | Milwaukee, WI     | EUA        |                                                                |
| 2006 | FRC-032   | 2002-08-03 | Richmond Live Festival        | Richmond          | Anglaterra |                                                                |
| 2006 | FRC-033   | 1992-09-05 | Wembley Arena                 | London            | Anglaterra |                                                                |
| 2006 | FRC-034   | 2005-12-03 | Vredenburg Muziekcentrum      | Utrecht           | Holanda    |                                                                |
| 2006 | FRC-035   | 2005-12-05 | Forum                         | London            | Anglaterra | Gratuït amb el FRC-34                                          |
| 2007 | FRC-036   | 1989-10-05 | Palais Des Sports             | Besançon          | França     |                                                                |
| 2007 | FRC-037   | 2005-06-12 | Bowery Ballroom               | New York City, NY | EUA        | Los Trios Marillos                                             |
| 2007 | FRC-038   | 2007-05-22 | Klub Stodola                  | Warsaw            | Polònia    |                                                                |
| 2007 | FRC-039   | 1991-09-16 | Royal Court Theatre           | Liverpool         | Anglaterra |                                                                |
| 2008 | FRC-040   | 2007-12-12 | Paradiso                      | Amsterdam         | Holanda    |                                                                |
| 2008 | FRC-041   | 1995-08-15 | The Chance                    | Poughkeepsie, NY  | EUA        | Només en descàrrega                                            |
| 2008 | FRC-042   | 2005-09-11 | The Great American Music Hall | San Francisco, CA | EUA        | Només en descàrrega; Los Trios Marillos                        |
| 2008 | FRC-043   | 2007-11-30 | The Academy                   | Manchester        | Anglaterra | Només en descàrrega                                            |